# Shannon F1
 Shannon és el nom d'un equip britànic de cotxes de competició que va arribar a disputar curses a la Fórmula 1.
Va participar en un únic Gran Premi, debutant al Gran Premi de Gran Bretanya del 1966 de la mà del pilot també britànic Trevor Taylor, retirant-se per problemes mecànics abans de finalitzar la cursa.

## Resultats a la Fórmula 1
| Any  | Pilots        | 1   | 2   | 3   | 4       | 5   | 6   | 7   | 8   | 9   | Posició | Punts |
| ---- | ------------- | --- | --- | --- | ------- | --- | --- | --- | --- | --- | ------- | ----- |
| 1966 | Trevor Taylor | MON | BEL | FRA | GBR Ret | HOL | ALE | ITA | USA | MEX | -       | 0     |

### Resum
| Curses: | Victòries: | Pòdiums: | Poles: | Voltes ràpides: | Punts: |
| ------- | ---------- | -------- | ------ | --------------- | ------ |
| 1       | 0          | 0        | 0      | 0               | 0      |